# Дом-музей Учи Джапаридзе
Дом-музей Учи Джапаридзе (груз. უჩა ჯაფარიძის სახლ-მუზეუმი) — учреждение культуры историко-художественной направленности. Находится в Тбилиси, улица Якоба Николадзе, д. 5 / улица Шио-Мгвимели, д. 2а.
Государственный контроль за музеем осуществляет Министерство культуры, спорта и молодёжи Грузии.

## История
Основан в 1988 году в квартире-мастерской известного грузинского советского художника Учи Джапаридзе (1906—1986).
С 2004 года в структуре Национального музея Грузии.
В 2017 году существованию музея угрожало развернувшееся по соседству строительство

## Экспозиция
Коллекции музея насчитывают 1 456 экспонатов.
В экспозиции представлены картины художника, графические произведения, фотографии и другие документальные материалы, запечатлевшие жизнь и творчество Учи Джапаридзе — одного из главных представителей грузинской реалистической живописи.